# József Szécsényi
József Szécsényi (ur. 10 stycznia 1932 w Szegvár w powiecie Szentes, zm. 21 marca 2017 w Budapeszcie) – węgierski lekkoatleta dyskobol, medalista mistrzostw Europy.
Na mistrzostwach Europy w 1954 w Bernie zdobył brązowy medal w rzucie dyskiem. Na mistrzostwach Europy w 1958 w Sztokholmie zajął w tej konkurencji 8. miejsce. Na igrzyskach olimpijskich w 1960 w Rzymie był 4. w finale. Na mistrzostwach Europy w 1962 w Belgradzie zajął w tej konkurencji 6. miejsce, a na igrzyskach olimpijskich w 1964 w Tokio – 5. miejsce.
W 1957 sięgnął po srebro światowych igrzysk studentów – pierwowzoru uniwersjady, trzykrotnie stawał na podium alternatywnych igrzysk młodzieży i studentów (złoto w nieoficjalnych igrzyskach w 1954, oraz brązowe medale w 1955 i 1962).
7 czerwca 1959 w Győrze wynikiem 58,33 m ustanowił rekord Europy w rzucie dyskiem, odbierając go Edmundowi Piątkowskiemu, który go odzyskał tydzień później (14 czerwca 1959). Osiem razy poprawiał rekord Węgier w tej konkurencji, doprowadzając go do wyniku 60,66 m (19 sierpnia 1962, Tatabánya).
Szécsényi był mistrzem Węgier w rzucie dyskiem w latach 1955, 1956, 1958–1963 i 1965.
Jego rekord życiowy w rzucie dyskiem wynosił 60,66 m (19 sierpnia 1962, Tatabánya). Był zawodnikiem Honvédu Budapeszt.